# ОК

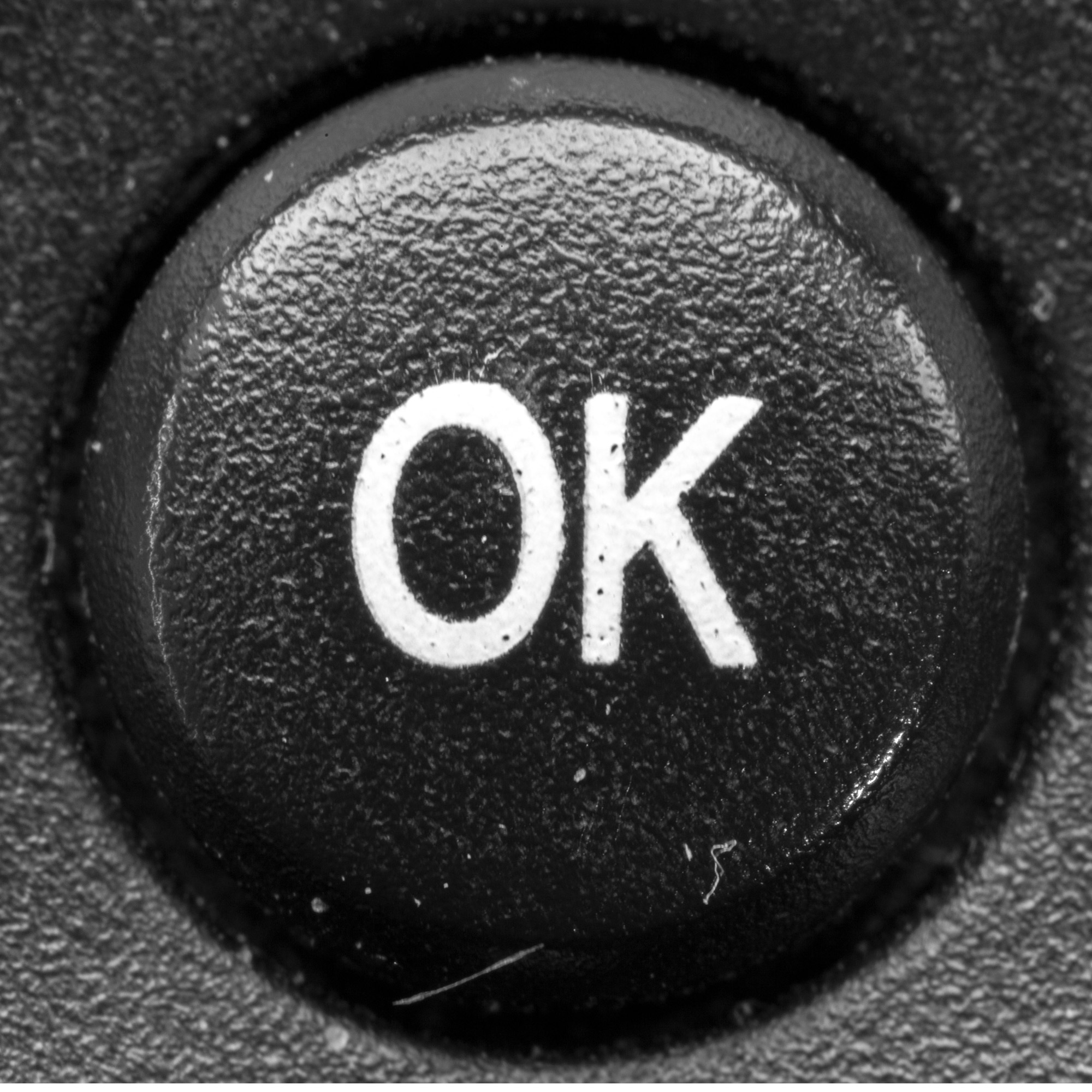
Кнопка «ОК» на пульті дистанційного керування

ОК (також англ. okay, o'kay, ok) — англійське слово, що виражає згоду, схвалення, затвердження. Деякий час було загальновживаним американським виразом, проте потім стало міжнародним. ОК є чи не найпоширенішим словом на Землі і трапляється в більшості європейських, північно- та південно-американських мов, хоча і не завжди є словниковим.
Відповідники в українській мові — «гаразд», «добре», «нехай», «авжеж», «атож», «аякже», «в порядку» (залежно від ситуації).

## Використання в ПЗ
В діалогових вікнах багатьох програм присутні кнопки ОК і Скасувати/Закінчити (Cancel), натискаючи першу з яких користувач висловлює згоду з тим, що в цей час зображає діалогове вікно, і тим самим закриває його, приводячи в дію зроблені в вікні зміни, а друга — закриває вікно без застосування. Існують варіанти з єдиною кнопкою ОК — в інформаційних вікнах, які не мають за мету внести будь-які зміни, і з кнопками ОК, Застосувати (Apply) і Закрити (Close), в вікнах, результати змін в яких користувач, або автор програми, маже застосувати без закриття вікна, і в випадку, якщо результат не задовільний, продовжити вносити зміни.

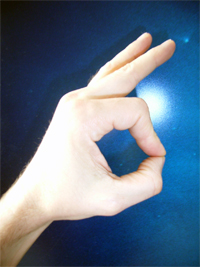
жест

В українських локалізаціях програмного забезпечення напис ОК здебільшого перекладається Гаразд[джерело?].

## Жест «ОК»
Для невербальної передачі змісту ОК використовують жест — пальці піднятої кисті практично випрямлені, а великий і вказівний торкаються подушечками, утворюючи кільце (букву О). 
Проте цей жест може бути сприйнятим як образа в Бразилії[чому?][джерело?]. Так сталось, що американський президент Ніксон, сам того не знаючи, образив бразильців цим жестом[джерело?].

## Походження
- Where did OKAY come from?